# John Whitaker Hulke

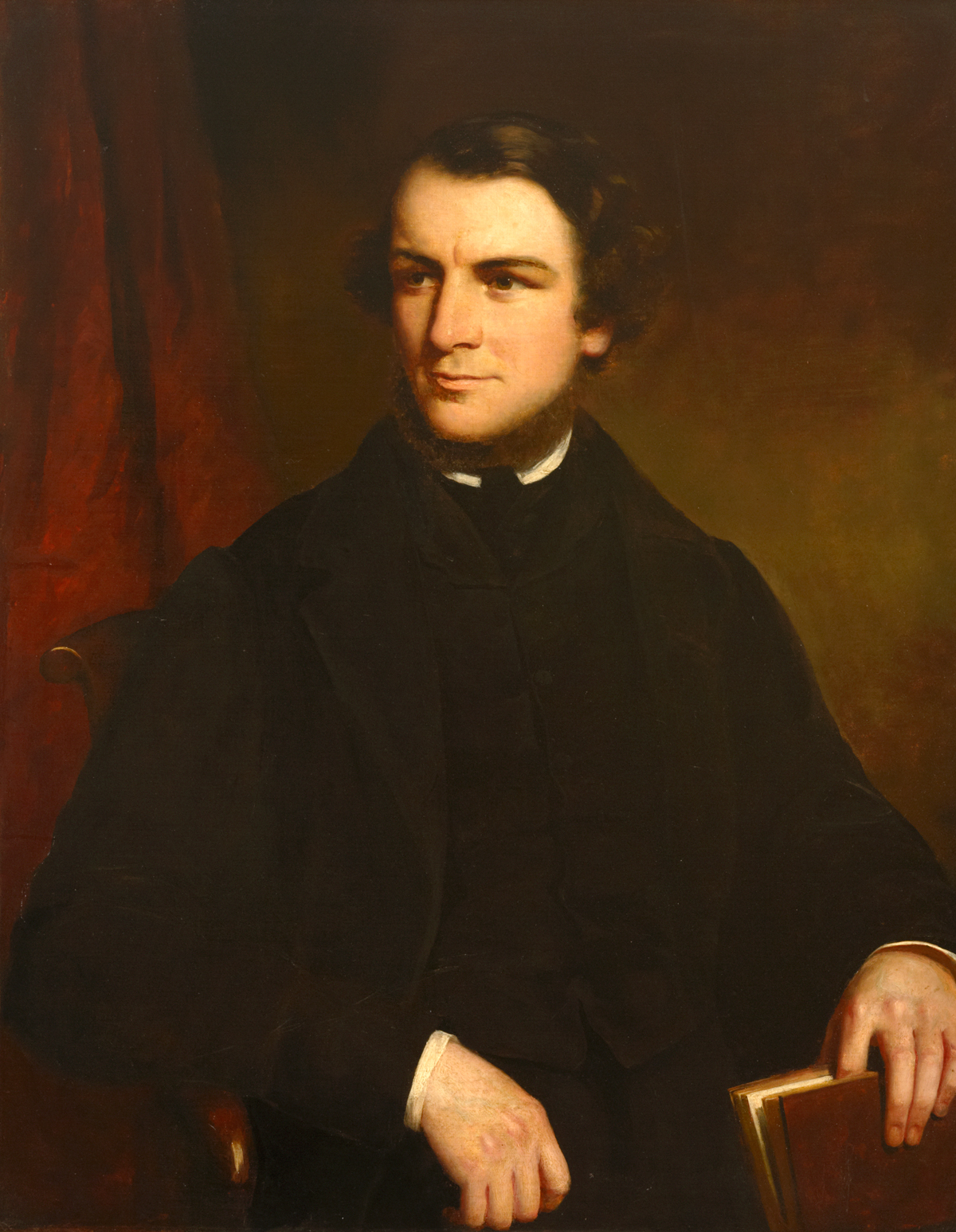
John Whitaker Hulke

John Whitaker Hulke FRCS FRS FGS (* 6. November 1830 in Deal; † 19. Februar 1895 in London) war ein britischer Chirurg und Geologe. Er sammelte über viele Jahre hinweg Fossilien auf der Isle of Wight. Seine Arbeit auf dem Gebiet der Paläontologie der Wirbeltiere umfasste Untersuchungen von Iguanodon und Hypsilophodon des Wealden (Unterkreide). Er war von 1882 bis 1884 Präsident der Geological Society of London, die ihm 1887 ihre Wollaston-Medaille verlieh. Er wurde 1883 Präsident der Pathological Society of London und war ab 1893 bis zu seinem Tod Präsident des Royal College of Surgeons of England.

## Leben
Hulke war der Sohn eines Arztes in Deal. Er besuchte während eines Teils seiner Schulzeit ein Internat in England, den anderen Teil verbrachte er einer Schule der Herrnhuter Brüdergemeine in Neuwied (1843–1845), wo er fließendes Deutsch lernte und wegen häufiger Ausflüge in die Eifel ein Interesse an Geologie entwickelte. Nach seiner Rückkehr nach England ging er an die King's College School und begann drei Jahre später seine Krankenhausarbeit. Die Membership of the Royal College of Surgeons erwarb er 1852. Hulke arbeitete mit Thomas Henry Huxley am Royal College of Surgeons. Er kam mit dem bekennenden und kompromisslosen Atheisten Huxley gut zurecht, obwohl Hulke aufgrund seiner niederländisch-protestantischen Herkunft und calvinistischen Neigungen nach Aussage von Zeitgenossen eine eher unnachgiebige Glaubenshaltung besaß. Zum Krimkrieg meldete er sich freiwillig. Er wurde 1855 Hilfschirurg in Smyrna und später bei der Belagerung von Sewastopol. Nach seiner Rückkehr wurde er medizinischer Ausbilder in seinem alten Krankenhaus, wurde 1857 zum Fellow of the Royal College of Surgeons gewählt und erhielt 1857 eine Assistenzchirurgenstelle am Royal Ophthalmic Hospital, Moorfields sowie zwischen 1868 und 1890 die eines Chirurgen. 1870 wurde er Chirurg am Middlesex Hospital. Von nun an widmete er all seine freie Zeit der Geologie und vor allem den fossilen Wirbeltieren.

## Wirken
1861 beschrieb Hulke als Erster die so genannte oculodermale Melanose, eine bläuliche Hyperpigmentierung des Gesichts. Einen Großteil seines medizinisch wichtigen Werkes vollbrachte Hulkes am Middlesex Hospital. Sein Ruf als geschickter Chirurg war weit verbreitet: er war in allen Gebieten der Chirurgie zu Hause, besondere Verdienste erwarb er sich jedoch als Ophthalmologe. Als Geologe erwarb er sich eine europaweite Reputation, vor allem aufgrund seiner vergleichenden Arbeiten auf dem Gebiet der Augen der Reptilien und der des Menschen. Er beschrieb viele Dinosaurierfossilien der Isle of Wight und hatte Zugang zu einer der besten Sammlungen seiner Zeit: der des Reverend W. Fox von der Isle of Wight. Hulke fand 1869 einen kompletten Iguanodon-Schädel und bot ihn Huxley zur wissenschaftlichen Beschreibung an. Huxley war zu sehr beschäftigt, aber er half Hulke dabei, den Fund zu präparieren und zu beschreiben. Hulke veröffentlichte eine Reihe von Aufsätzen zu Wirbeltierschädeln im Quarterly Journal der Geological Society. 1887 erhielt Hulke die Wollaston-Medaille der Geological Society. Er war 1883 sowohl Präsident der Geological Society und der Pathological Society, und von 1893 bis zu seinem Tod Präsident des Royal College of Surgeons of England. Insgesamt veröffentlichte er mehr als 50 wissenschaftliche Arbeiten, darunter 28 über Dinosaurier. Nach seinem Tod wurde seine Sammlung dem Natural History Museum gestiftet.